# Andrena corssubalpina
Andrena corssubalpina là một loài Hymenoptera trong họ Andrenidae. Loài này được Theunert mô tả khoa học năm 2006.